# Gratin de chouchou
El gratín de chuchu, en francés, gratin de chouchou (/gʀatɛ̃ də ʃuʃu/) es un gratinado muy popular tanto en la isla Mauricio como en la isla de la Reunión a base de la hortaliza llamada chayote o chuchu (Sechium edule).
Este plato es sencillo, asequible, y se sirve como aperitivo. Además, es muy versátil ya que combina bien con diferentes ingredientes, por lo que existen multitud de variantes según el gusto de cada hogar (con embutidos como jamón o chair à saucisse, con piezas de carne o pescado, con marisco como gambas... etc.). El chayote o chuchu es una de las hortalizas más comunes en las islas Mascareñas.
En la cocina de la Reunión, el chuchu cortado en dados se cuece en un poco de aceite con sal, pimienta, ajo y tomillo en el fuego hasta que se ablande (lo que se conoce como daube chouchou). Esto es para evitar que suelte su agua al meterlo al horno o al cubrirlo con la salsa bechamel, el pan rallado y el queso rallado (preferiblemente queso Edam muy seco, llamado localmente coco d'mort), que hacen el gratinado.